# Сализер
Сализер — река в России, протекает в Кичменгско-Городецком районе Вологодской области. Устье реки находится в 63 км по левому берегу реки Шонга. Длина реки составляет 10 км.
Исток реки находится на Северных Увалах неподалёку от границы с Никольским районом в южной части болота Сализерское. Река течёт на юго-восток, всё течение проходит по ненаселённому холмистому лесному массиву. Приток — Сализерок (левый). Впадает в Шонгу в урочище Лубянка.

## Данные водного реестра
По данным государственного водного реестра России и геоинформационной системы водохозяйственного районирования территории РФ, подготовленной Федеральным агентством водных ресурсов:
- Бассейновый округ — Двинско-Печорский;
- Речной бассейн — Северная Двина;
- Речной подбассейн — Малая Северная Двина;
- Водохозяйственный участок — Юг;
- Код водного объекта — 03020100212103000010712.